# اچ‌ام‌آی‌اس دکن (جی۱۲۹)
اچ‌ام‌آی‌اس دکن (جی۱۲۹) (به انگلیسی: HMIS Deccan (J129)) یک کشتی بود که طول آن ۱۶۲ فوت (۴۹٫۴ متر) بود. این کشتی در سال ۱۹۴۴ ساخته شد.